# SpongeBob’s Atlantis SquarePantis (игра)
SpongeBob’s Atlantis SquarePantis — компьютерная игра в жанре платформер, разработанная компаниями Blitz Games и Altron и изданная THQ. Игра основана на серии "Атлантис Квадратные Штанантис". Она была выпущена для консолей PlayStation 2, Nintendo Wii и портативной игровой приставки Game Boy Advance. 

## Сюжет
Игра начинается с того, что Губка Боб и его друзья спасаются из Атлантиды. Тем временем Планктон неистовствует по Атлантиде на танке, который он «одолжил», пока не натыкается на банду. Губка Боб и Патрик начинают вспоминать, как они попали в эту ситуацию. У них есть воспоминания, которые начинаются с того, что они надувают пузыри, пока не попадают в большой пузырь, уносящий их в пещеру (в версии игры для Nintendo DS присутствует только воспоминание, а не введение). Дуэт пробирается через пещеру, избегая пиратов-призраков и ища лестницы, чтобы отправиться глубже в пещеры, где они находят недостающую половину Атлантического Амулета. Патрик думает, что это связано с предками Губки Боба, потому что на нем написано слово «антис». Они приносят его в музей Бикини Боттом, чтобы посмотреть, что это такое, фотографируют экспонаты, сбивают туристов и охрану, преграждающую путь. Сквидвард потрясен, увидев, что они нашли вторую половину амулета. Сэнди и мистер Крабс идут вместе с ними во время прогулки по музею. Сквидвард соединяет две половинки, и открывается путь в Атлантиду: путь представляет собой летающий автобус. Автобус приводится в движение песней, и группа начинает петь, чтобы добраться до Атлантиды. Автобус терпит крушение по пути из-за ошибки Патрика, что вынуждает банду ездить на нем по городу в поисках деталей автобуса и наборов инструментов, необходимых для его ремонта.
После ремонта автобуса и прибытия в Атлантиду группу встречает Лорд Его Величество (или ЛЕВ). ЛЕВ проводит им экскурсию по дворцу Атлантиды, во время которой им приходится избегать ловушек, по какой-то причине расставленных вокруг Атлантиды. Мистер Крабс начинает собирать сокровища, которые можно взять с собой, с некоторой помощью Сэнди и ее пистолета для ловли пузырей. Сквидвард позирует художникам в художественной студии. По дороге сюда Планктон без их ведома спрятался в автобусном отсеке Атлантиды. Он планирует использовать самое совершенное оружие Атлантов всех времен, чтобы уничтожить Губку Боба и его друзей и захватить мир. Выйдя из автобуса, он пробирается через Атлантиду и направляется в оружейную.
Фотографируя достопримечательности (разбираясь с туристами и стражами Атлантов, преграждающими путь), Патрик случайно разрушает самый старый живой пузырь. Он рассказывает правду ЛЕВ, который показывает им настоящий пузырь. Сквидвард напоминает им, что пузырь, который разрушил Патрик, был опорой для туристов. Патрик снова случайно выталкивает его по-настоящему, разозлив ЛЕВ. Группа бежит к нему, в ходе которой они должны уклоняться от сил Атлантиды в поисках скрепок для бумаг, чтобы отпереть двери. Позже Сэнди использует Сквидварда как оружие, чтобы расправляться с солдатами. Планктон бушует по городу в своем танке, как и в начале, и противостоит банде, заканчивая воспоминания. Он стреляет из своего оружия, но потрясен, увидев, что оно стреляет мороженым. ЛЕВ захватывает Планктона, полагая, что он говорящее пятнышко, и показывает его одновременно как замену недавно разрушенному пузырю и как национальное достояние Атлантиды. Затем он приказывает одному из своих солдат избавиться от амулета, чтобы нарушители спокойствия не смогли вернуться. Солдат пробирается через Атлантиду к мусорному контейнеру и бросает в него амулет. Затем банда направляется домой обратно в Бикини Боттом на борту автобуса.

## Критика
Согласно Metacritic, версия для DS получила смешанные или средние отзывы.